# Logarovci
Logarovci – wieś w Słowenii, w gminie Križevci. W 2018 roku liczyła 283 mieszkańców.